# Beameromyia virginensis
Beameromyia virginensis là một loài ruồi trong họ Asilidae. Beameromyia virginensis được Scarbrough miêu tả năm 1997. Loài này phân bố ở vùng Tân nhiệt đới.